# Dicranodontium heteromallum
Dicranodontium heteromallum là một loài Rêu trong họ Dicranaceae. Loài này được (Hedw.) A.W.H. Walther & Molendo mô tả khoa học đầu tiên năm 1868.